# Comté de Franklin (Vermont)
Pour les articles homonymes, voir Comté de Franklin.
Le comté de Franklin est situé dans le nord-ouest de l'État américain du Vermont, sur la frontière avec la province de Québec. Il est nommé ainsi en l'honneur de Benjamin Franklin. Son siège est Saint Albans. Lors du recensement de 2020, sa population s'élevait à 49 946 habitants.

## Géographie
La superficie du comté est de 1 792 km², dont 1 650 km² de terre.

## Histoire du comté
Le comté de Franklin est l'un de ceux du Vermont créés à partir de plusieurs terrains cédés par l'État de New York, le 15 janvier 1777. Le Vermont d'alors s'était déclaré un État distinct. Le 3 septembre 1783, à la suite de la guerre d'indépendance, la Grande-Bretagne reconnaît l'indépendance des États-Unis. La frontière du Vermont avec le Québec est établie à 45 degrés de latitude nord.

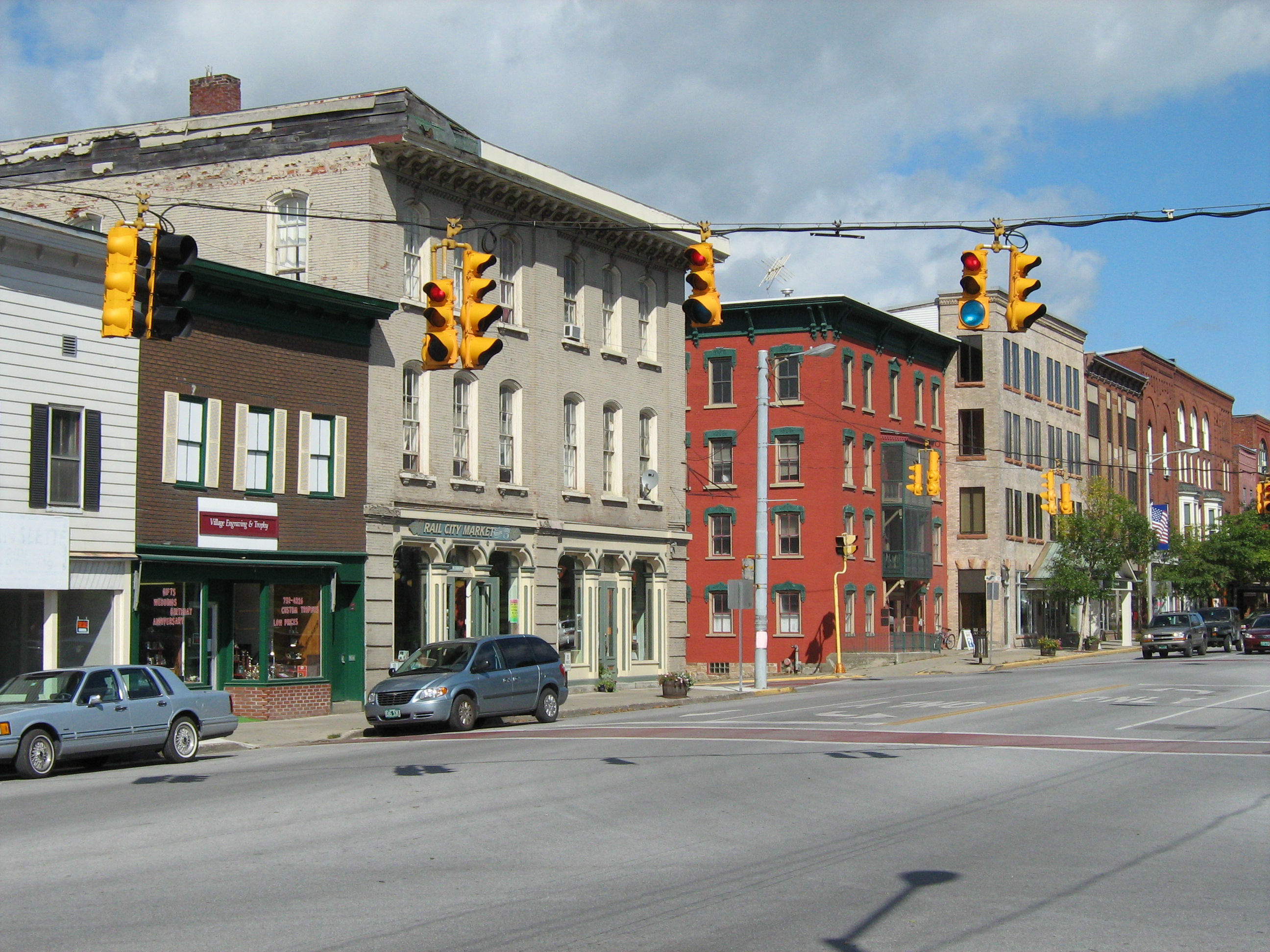
Saint Albans, la ville siège du comté.

En 2008, le gouvernement fédéral américain déclare le comté une zone sinistrée après les tempêtes et les inondations des 14 au 17 juin 2008.

## Démographie
- sources du graphique des recensements[5],[6],[7]:

## Économie
En 2009, le comté avait plusieurs des fermes laitières du Vermont, soit 239 sur 1078 fermes.

## Politique fédérale
| Année | Démocrate    | Républicain |
| ----- | ------------ | ----------- |
| 2008  | 61.4% 13,179 | 36.6% 7,853 |
| 2004  | 53.2% 10,598 | 44.9% 8,936 |
| 2000  | 49.6% 9,514  | 43.7% 8,395 |

## Aire Naturelle protégée
On retrouve le refuge faunique national Missisquoi dans le comté.

## Comtés américains adjacents
- Comté d'Orleans (est)
- Comté de Lamoille (sud-est)
- Comté de Chittenden (sud-ouest)
- Comté de Grand Isle (ouest)

## Municipalité régionale de comté adjacentes
- Brome-Missisquoi (nord)